# Горшкова, Мария Георгиевна
Мария Георгиевна Горшкова (1910—1990) — советская спортсменка по хоккею с мячом и баскетболу.

## Карьера
С 1925 года играла в юниорском составе московской команде «Трёхгорка». Позже играла в ряде московских команд, а в годы войны — в Свердловске. По мнению журналистов была лучшим вратарём отечественного женского бенди.
Также играла в баскетбол, выступая за «Буревестник». Заслуженный мастер спорта.
По окончании игровой карьеры долгое время тренировала баскетбольные команды завода «Каучук».

## Достижения

### Хоккей с мячом
- Обладатель Кубка СССР — 1937, 1938, 1939, 1940, 1941, 1946, 1947
- Финалист Кубка СССР — 1945
- Чемпион СССР — 1935 (в сборной ВЦСПС)
- Чемпион ВЦСПС — 1935, 1936
- Обладатель Кубка ВЦСПС — 1940, 1945, 1948
- Финалист Кубка ВЦСПС — 1949
- Чемпион Москвы — 1935, 1937, 1938, 1940, 1941, 1944
- Обладатель Кубка Москвы — 1940, 1941, 1946

### Баскетбол
- Чемпион СССР — 1934